# Conium

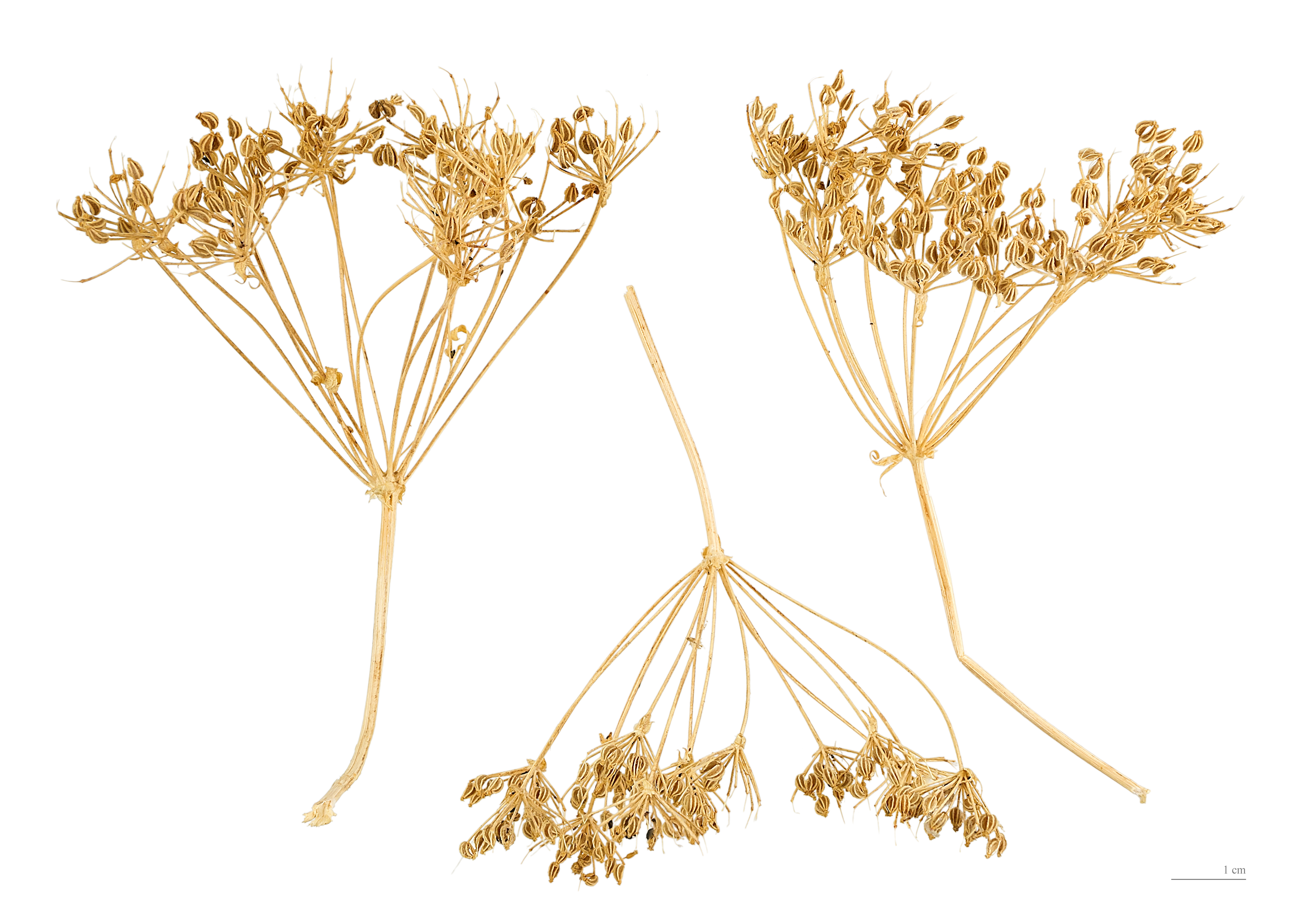
Conium maculatum

Conium es un género de la familia Apiaceae que comprende cuatro especies muy venenosas. Son nativas del hemisferio norte. Comprende 29 especies descritas y de estas, solo 4 aceptadas.

## Descripción
Son plantas herbáceas perennes, delgadas a robustas, caulescentes, ramificadas, glabras y algo glaucas, con raíces axonomorfas robustas o raíces carnosas fasciculadas. Hojas alternas, pecioladas, pinnadamente compuestas con folíolos pinnadamente incisos o disecados, membranáceas; pecíolos envainadores, las vainas escariosas. Inflorescencia de umbelas laxas compuestas; pedúnculos terminales y laterales; involucro generalmente de 5 brácteas escarioso-marginadas, finalmente reflexas; radios escasos, patente-ascendentes a reflexos; involucelo de 5 bractéolas como brácteas; pedicelos delgados, patente-ascendentes. Dientes del cáliz ausentes; pétalos de ápice inflexo más angosto, blancos o blanco-verdosos o blanco-amarillentos; estilos cortos, el estilopodio bajo cónico. Frutos anchamente ovoides a subglobosos, comprimidos lateralmente y más o menos constrictos en la comisura, glabros; mericarpos subteretes; carpóforo bipartido; costillas 5, conspicuas, obtusas, frecuentemente unduladas, subiguales; vitas ausentes, un anillo de tejido secretor rodeando la cavidad de la semilla; cara de la semilla sulcada.

## Taxonomía
El género fue descrito por Carlos Linneo y publicado en Species Plantarum 1: 243. 1753.  La especie tipo es: Conium maculatum L.

## Especies
- Conium chaerophylloides (Thunb.) Eckl. & Zeyh.
- Conium fontanum Hilliard & B.L.Burtt
- Conium maculatum L.
- Conium sphaerocarpum Hilliard & B.L.Burtt